# بيرل وايت
بيرل وايت (بالإنجليزية: Pearl White)‏ هي ممثلة أمريكية، ولدت في 4 مارس 1889 في الولايات المتحدة، وتوفيت في 4 أغسطس 1938 بنويي-سور-سين في فرنسا بسبب تشمع الكبد.

## وصلات خارجية
- بيرل وايت على موقع IMDb (الإنجليزية)
- بيرل وايت على موقع الموسوعة البريطانية (الإنجليزية)
- بيرل وايت على موقع تيرنر كلاسيك موفيز (الإنجليزية)
- بيرل وايت على موقع أول موفي (الإنجليزية)
- بيرل وايت على موقع قاعدة بيانات الأفلام السويدية (السويدية)
- بيرل وايت على موقع إن إن دي بي (الإنجليزية)
- بيرل وايت على موقع قاعدة بيانات الفيلم (الإنجليزية)